# Kalehe
Kalehe est une localité, chef-lieu du territoire de Kalehe au Sud-Kivu en république démocratique du Congo.
Il est entièrement rural et occupé par une population d'environ 450 000 à 850 000 habitants. Les principales activités du territoire de Kalehe sont l'agriculture, l'élevage, la pêche, l'extraction artisanale des matières premières (or, étain, colombo-tantalite, cassitérite, ..), et le commerce des produits vivriers/pêche.
Les habitants de Kalehe sont les Bahavu, Bashi, Bahunde, Bahutu, Batembo et Banande.
Les langues parlées à Kalehe sont principalement le kihavu, le kiswahili et le français.

## Inondations du 2 au 5 mai 2023
Des pluies torrentielles se sont abattues sur les localités de Bushushu, Nyamukubi, Luzira et Chabondo à Kalehe, territoire de la province du Sud-Kivu en République démocratique du Congo (RDC) entre le 2 et le 5 mai 2023. Elles ont amené les rivières Lukungula, Kabushungu, Kanyunyi et Chishova à déborder, entraînant des inondations et des glissements de terrain à Bushushu et Nyamukubi.
Plus de 470 personnes sont mortes à cause de la catastrophe, des milliers sont portées disparues et d'énormes pertes ont été enregistrées en termes de moyens de subsistance, de santé et d'environnement.
Bushushu et Nyamukubi ont été les zones les plus touchées par les inondations. Au total, quelque 7 200 ménages ont été directement touchés par les catastrophes.

### Portée et échelle
L'impact des inondations du 2 au 5 mai est immense au Sud-Kivu. Sur les trois zones de santé de la localité de Bushushu, deux ont été touchées par des inondations et des glissements de terrain, à savoir Bushushu et Nyamukubi. La localité de Bushushu se trouve dans la zone de santé de Kalehe au Sud-Kivu. L'intensité des précipitations a un impact sévère dans les différents villages des zones de santé de Bushushu et Nyamukubi à cause de plusieurs rivières : à Bushushu (rivières Lukungula, Kabushungu et Kanynyi) à Nyamukubi (rivières Chichova, Nyamukubi et Lwano). Ces rivières traversant les différents villages ont reçu de grandes quantités d'eau, l'excédent se déversant dans les villages en plus des inondations à l'intérieur des terres, entraînant d'importants glissements de terrain.
Des pertes en vies humaines ont été signalées sur tout le territoire de Kalehe. Au moins 470 personnes sont mortes. Environ 2 500 personnes sont portées disparues et d’énormes pertes de moyens de subsistance ont été enregistrées.
La population totale des deux zones de santé de Bushushu et Nyamukubi est estimée à 34 600 habitants. Des dégâts aux infrastructures, routes, écoles (6 à Nyamukubi et 1 à Bushushu), champs et fermes ont été enregistrés.
Cette zone est également endémique du choléra. On estime que 70 % des infrastructures locales d’approvisionnement en eau à Nyamukubi ont été détruites.
La principale source d’eau pour cette population réside dans les rivières environnantes et les puits non protégés.
La relocalisation des familles sinistrées sur les sites attribués par le gouvernement se poursuit et quelque temps après l'incendie a frappé le site où les victimes avaient été relocalisées causant ainsi la mort de plusieurs enfants.